# Scartichthys viridis
Scartichthys viridis és una espècie de peix de la família dels blènnids i de l'ordre dels perciformes.

## Morfologia
- Els mascles poden assolir 19,7 cm de longitud total.[1]

## Reproducció
És ovípar.

## Alimentació
És bàsicament herbívor.

## Hàbitat
És un peix marí de clima tropical que viu entre 0-10 m de fondària.

## Distribució geogràfica
Es troba des del Perú fins a Valparaíso (Xile).